# ウスバキチョウ
ウスバキチョウ（薄羽黄蝶・Parnassius eversmanni）は、チョウ目・アゲハチョウ科・ウスバアゲハ亜科に属するチョウの一種。
和名をキイロウスバアゲハとする場合もある。
日本には亜種(Parnassius eversmanni daisetsuzanus)が分布し、国の天然記念物として指定されている。

## 形態
翅は薄く、半透明にも見える黄色の地色を持つ。これが和名のウスバキチョウの由来である。
後翅に鮮やかなアクセントの赤紋を生じる。日本に産するウスバシロチョウ属のうち赤紋を有するのは本種のみである。また胴体はふさふさとした体毛に覆われる。
雌は雄よりもやや大きくなるものが多く、翅の黄色味は淡くなるが、黒色部は発達する。交尾後の雌個体では受胎嚢を腹端に持つため容易に判別が出来る。

## 特徴
アゲハチョウ科の中でも原始的なグループに属する種類。局地的な分布や個体数の減少により、日本からの絶滅も危ぶまれている。
日本での幼虫の食草は、同じく天然記念物であるコマクサであるため、両者の個体数のバランスを保つことが課題である。

## 生活環
約11ヶ月間卵の状態で越冬し、幼虫期間は3ヶ月、蛹の状態でおよそ10ヶ月越冬し、丸2年かかってようやく成虫になる。成虫は6-7月の中で交尾しコマクサに産卵する。
気温などの環境が厳しいため卵、蛹で二回越冬する必要がある。

## 分布
日本における分布は、北海道の大雪山系・十勝岳連峰の標高1,700m以上の高山帯のみに限定される。
日本国外においては、北米大陸北部(アラスカなど)やロシア沿海州から、中華人民共和国東北部、朝鮮半島北部にかけての、いずれも寒冷な地域に分布する。

## 近縁種
日本においては、同じウスバシロチョウ属(Parnassius属)であるウスバシロチョウが本州・四国及び北海道南部に産する。
また北海道ではウスバシロチョウとよく似た別種であるヒメウスバシロチョウが全島に広く分布する。

## 発見
1926年7月に北大農学部昆虫学教室の学生 河野廣道が大雪山の調査で発見、採取した。その標本は松村松年教授に託されインセクト・マツムラーナの1巻2号に新亜種として記載された。

## 種の保全状態評価
生息地が局地的に限定される希少種であること。生息環境や食餌植物が限定されることなどにより、環境省のレッドリストで「準絶滅危惧」の指定を受けている。
- 準絶滅危惧（NT）（環境省レッドリスト）

日本では、1965年に天然記念物に指定され、2000年に北海道の希少種としてレッドデータブックに登録された。また2004年には指定稀少野生動植物に指定されている。